# Torre del Reloj del Jubileo
La Torre del Reloj del Jubileo en George Town, Penang, Malasia, es una torre del reloj  de estilo morisco en el cruce del  Lebuh Light (Calle de la luz) y Lebuh Pantai (Calle de la playa). Construido para conmemorar el jubileo de diamantes de la reina Victoria en 1897, la torre es de sesenta pies de altura, con un pie para cada año del reinado de Victoria. Una esquina de la muralla que rodea el fuerte Cornwallis está situada detrás de la torre.  La torre del reloj es ligeramente inclinada, a raíz de los bombardeos aliados (o japoneses) durante la Segunda Guerra Mundial.